# Ihlea punctata
Ihlea punctata är en ryggsträngsdjursart som först beskrevs av Forskål 1775.  Ihlea punctata ingår i släktet Ihlea och familjen bandsalper. Inga underarter finns listade i Catalogue of Life.